# Indicatif régional 440

Carte de l'État de l'Ohio avec les territoires de ses indicatifs régionaux. L'indicatif régional 440 est au nord-est de l'État.

L'indicatif régional 440 est un indicatif téléphonique régional qui dessert une région située au nord-est de l'État de l'Ohio aux États-Unis, plus précisément, l'indicatif dessert des parties de la région métropolitaine de Cleveland, mais pas la ville de Cleveland, ni la plupart de ses banlieues rapprochées.
La carte ci-contre indique le territoire couvert par l'indicatif 440 au nord-est de l'État.
L'indicatif régional 440 fait partie du Plan de numérotation nord-américain.

## Source
- (en) Cet article est partiellement ou en totalité issu de l’article de Wikipédia en anglais intitulé « Area code 440 » (voir la liste des auteurs).